# Каргил
Каргил (хинди कारगील, МФА: [kərɡɪl], ладакх. ཀརགིལ, англ. Kargil) — город в Индии, административный центр округа Каргил в Ладакхе. Второй по величине город Ладакха, после Леха. До Драса и Сринагара — 60 и 204 км на запад соответственно, 234 км до Леха на восток, 240 км до Падума на юго-восток и 1047 км до Дели на юг.

## География
Стоит на высоте 2676 метров, на берегу реки Суру (приток Шинго). Из всех индийских городов Каргил наиболее близко расположен к границе с Пакистаном.

## Демография
Перепись населения Индии 2011 года выявила 16338 человек, проживающих на территории города. Мужчин — 61,7 % и женщин — 38,3 %. Грамотность — 75,5 %, выше, чем в среднем по стране (63 %), среди мужчин грамотных 85 %, и среди женщин 59 %. В составе населения города 9,6 % детей младше 6 лет.
Население представлено этносами, происходящими от смешения дардов и тибетцев. Население было привержено тибетскому буддизму вплоть до XIV—XV века, когда здесь утвердился ислам. Сегодня 90 % — шииты, 5 % сунниты и 5 % тибетские буддисты. Старые дома построены в стиле, сочетающем иранский и тибетский архитектурный стиль, а мечети — в современном арабо-иранском стиле.

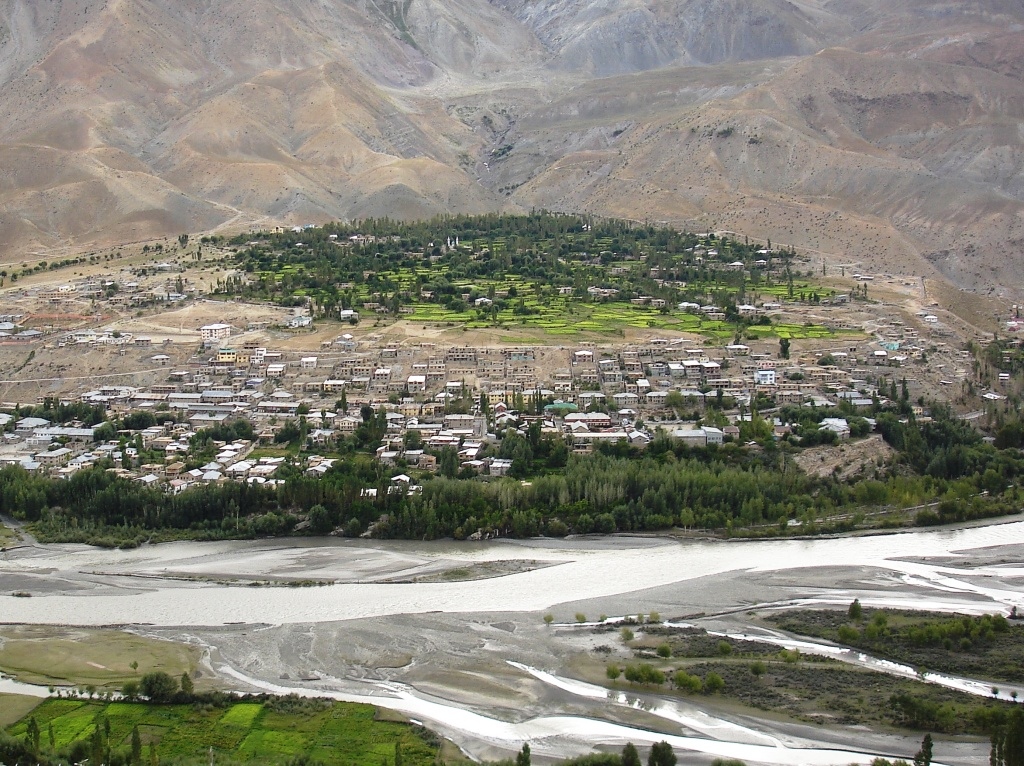
Вид на город
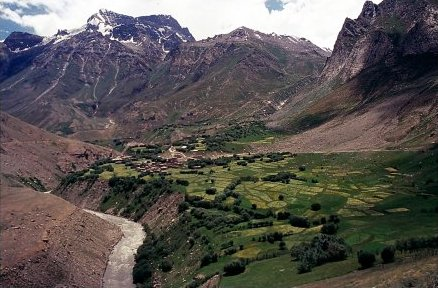
Фермы у города
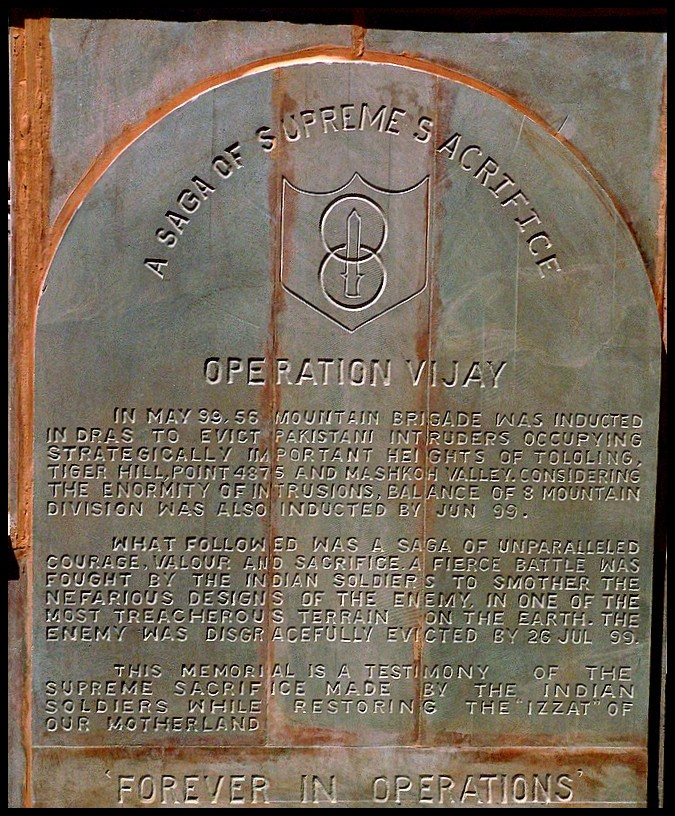
Военный мемориал
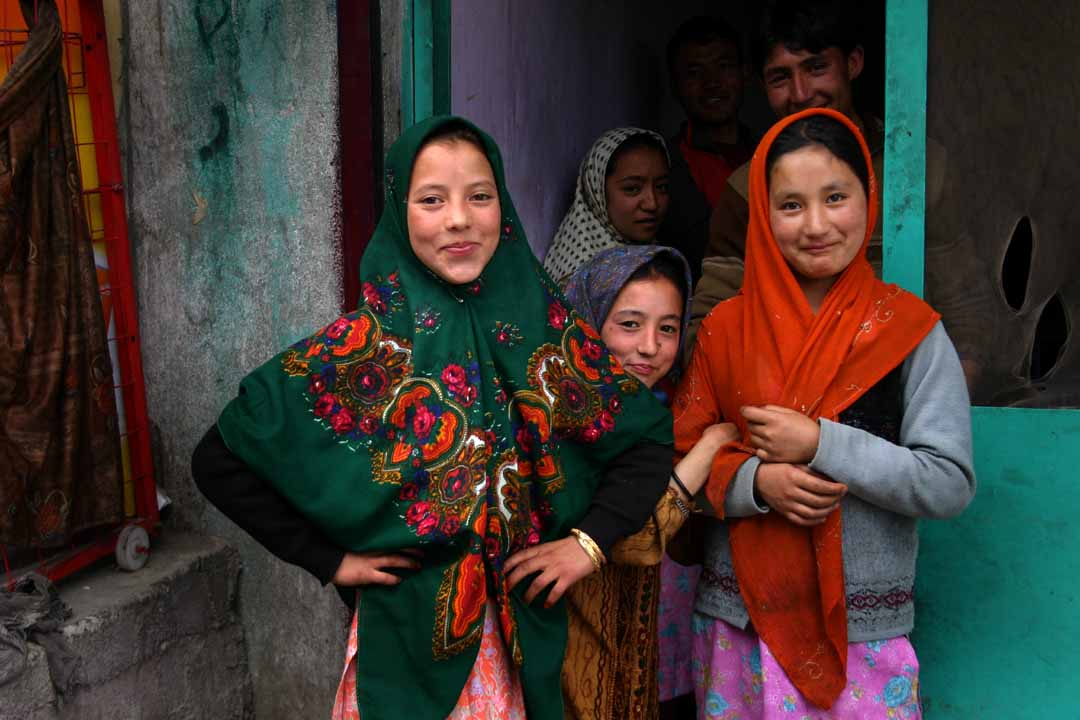
Местные девушки
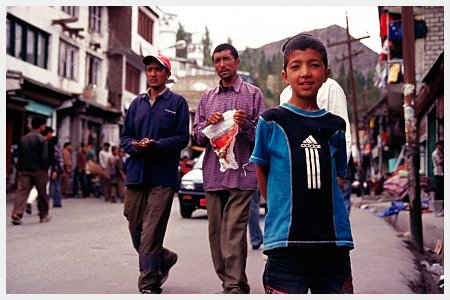
Люди на улице